# Черногорская военная миссия в России
Черногорская военная миссия в России — военное представительство Королевства Черногория в Российской империи в годы Первой мировой войны, действовавшее с апреля по ноябрь 1915 года. Миссию возглавлял генерал Митар Мартинович, назначенный военным делегатом при Ставке Верховного Главнокомандующего русской армии. Её создание было инициировано черногорским королём Николой I при содействии его зятя, Верховного главнокомандующего великого князя Николая Николаевича, действовавшего без предварительного согласия российского правительства.
Формально миссия должна была заниматься вопросами военного сотрудничества и добиваться предоставления Черногории финансовой, продовольственной и военной помощи. Однако её основной, политической задачей было заручиться поддержкой России в вопросе значительного послевоенного территориального расширения Черногории (за счёт Боснии, Герцеговины и Далмации) и использовать присутствие делегата для укрепления самостоятельных позиций королевства, особенно в противовес влиянию Сербии. Попытки Черногории придать миссии постоянный характер и официальный дипломатический статус вызвали резкое неприятие в российских и сербских кругах, рассматривавших это как противоречащее союзническим интересам и политике на объединение южных славян. В ходе своей деятельности генерал Мартинович подписал от имени Черногории русско-итальянскую военную конвенцию, посещал Восточный фронт и, по свидетельствам, участвовал в боевых действиях. Миссия не достигла своих главных политических целей и не смогла обеспечить значимой помощи Черногории; она прекратила свою деятельность в конце 1915 года на фоне надвигавшегося военного краха королевства.

## Начало миссии
С началом Первой мировой войны Королевство Черногория оказалось в сложной ситуации: в фактической изоляции и сильной политической и военной зависимости от Сербии. В стране не существовало формального института военной дипломатии для продвижения интересов армии и государства, хотя военные связи с другими странами поддерживались по мере необходимости. Король Никола I опасался угрозы будущему страны и своей династии со стороны Сербии и рассматривал послевоенное территориальное расширение как способ выйти из изоляции и ослабить зависимость от Белграда. Осознавая слабость государства, армии и подозрения со стороны союзников, он решил предпринять шаги для защиты позиций страны, заявив о территориальных претензиях через посредничество Италии и России. Первые сигналы о территориальных амбициях появились уже в декабре 1914 года, когда российский посланник в Цетине Александр Гирс докладывал о разговорах в окружении короля касательно претензий на Которский залив и побережье до Дубровника, которые Гирс счёл «фантастическими». Окончательные, более масштабные территориальные требования короля оформились весной 1915 года на фоне решения Италии вступить в войну на стороне Антанты.
Необходимость координации военных усилий с союзниками, особенно с Россией, которая десятилетиями оказывала помощь черногорской армии, также требовала налаживания связей. Используя родственные связи (его дочери были замужем за российскими великими князьями), король Никола I добился того, что Верховный главнокомандующий русской армией великий князь Николай Николаевич, его зять, в конце марта 1915 года сам запросил присылку в Ставку доверенного лица из Черногории. Великий князь пошёл навстречу просьбе короля без предварительного одобрения со стороны российского правительства. Король вызвал дивизиара Митара Мартиновича (первоначально рассматривался Лука Гойнич) и поручил ему отправиться в Россию.
Генерал Мартинович выехал из Цетине в Ставку 1 (14) апреля 1915, везя с собой письма министру иностранных дел С. Д. Сазонову и великому князю Николаю Николаевичу. Формально целями миссии были: добиться согласия на назначение черногорского посланника в Петрограде и военного делегата при Ставке, лоббировать предоставление финансовой, продовольственной и военной помощи. Однако основной, политической задачей было прозондировать позицию России относительно послевоенного расширения черногорских границ и использовать миссию для укрепления международных позиций Черногории как самостоятельного игрока. Король передал Мартиновичу список вопросов первостепенной политической важности для обсуждения с Сазоновым. 
С самого начала миссия вызвала подозрения у сербских и некоторых российских представителей. Если первоначально сербский дипломат в Цетине сообщал лишь о военно-технических задачах миссии, то уже в начале марта 1915 года появились донесения о её политическом характере. Считалось, что король Никола стремится эмансипироваться от Сербии, и установление прямых связей с Россией рассматривалось как шаг к этому. На фоне казавшейся вероятной перспективы объединения Сербии и Черногории, миссия Мартиновича воспринималась как попытка замедлить этот процесс и осложнить вопрос объединения, если бы Мартиновичу удалось закрепиться в России в качестве посланника.

## Деятельность в России

### Обсуждение территориальных претензий
Ключевой, хотя и неофициальной, задачей миссии Мартиновича было заручиться поддержкой России в вопросе послевоенного территориального расширения Черногории. Толчком к этому, по воспоминаниям Мартиновича, послужило письмо Верховного главнокомандующего великого князя Николая Николаевича королю Николе I в конце марта 1915 года, в котором великий князь просил изложить территориальные пожелания Черногории. Король Никола I поручил Мартиновичу заявить о весьма значительных претензиях: на Сараево с окрестностями (Босния), всю Герцеговину, а также далматинское побережье от Сплита до черногорской границы. Дочь короля, великая княгиня Милица Николаевна, также поднимала этот вопрос перед императором Николаем II, представляя позицию Черногории о расширении за счёт Боснии, Герцеговины, Далмации и Албании. Столь обширные амбиции исходили из стремления короля Николы I гарантировать независимый статус Черногории и ослабить её зависимость от Сербии, отодвигая на второй план идею южнославянского объединения.
Российские дипломатические и военные круги были осведомлены об истинных целях миссии. Посланник в Сербии князь Трубецкой и военный атташе Потапов сообщали, что Мартинович стремится убедить великого князя учесть территориальные претензии Черногории и рассмотреть их отдельно от сербских при будущем мирном урегулировании. Потапов даже полагал, что Мартинович мог действовать в рамках плана, исходившего от итальянской королевы Елены (дочери Николы I), который предусматривал усиление Черногории за счёт ослабления Сербии. Министр С. Д. Сазонов, выражал серьёзную обеспокоенность попытками наладить прямой канал связи между королём Николой и великим князем для продвижения планов по обособлению Черногории, считая это «совершенно недопустимым». Однако Н. А. Кудашева выражал сомнение в возможности этого, указывая, что генерал прибыл в Ставку по личной инициативе великого князя (или его супруги) и, вероятно, останется там по его усмотрению.
В итоге черногорские территориальные претензии были встречены в официальных российских кругах прохладно и отклонены. Их посчитали противоречащими общим интересам союзников, способными усилить разногласия между Черногорией и Сербией и вызывающими недоверие из-за напоминаний о сепаратных контактах Цетине с Веной и Берлином. Официальная политика России была направлена на поддержку объединения южных славян под эгидой Сербии и установление её доминирования над Черногорией. Министр Сазонов доложил императору Николаю II, что принятие требований черногорского короля приведёт к расколу между Сербией и Черногорией и нанесёт вред интересам России, и получил одобрение на их отклонение. Провал в этом ключевом вопросе предопределил неудачу всей политической миссии Мартиновича. Наследный принц Данило впоследствии жаловался российскому военному атташе на поддержку, оказываемую Россией Сербии.

### Вопрос о поставках и финансовой помощи
Одной из формальных задач миссии Мартиновича было лоббирование предоставления Черногории финансовой помощи, продовольствия и военных материалов, в которых страна остро нуждалась. Однако реальные возможности миссии в этой сфере оказались сильно ограниченными. Россия, ссылаясь на собственные нужды, не могла выделить помощь из своих резервов. Кроме того, на позицию России влияли и прошлые действия Черногории (нарушение военной конвенции 1910 года, Шкодерский кризис), из-за которых прямая финансовая и военная поддержка со стороны России фактически прекратилась ещё до начала миссии Мартиновича, а снабжение черногорской армии шло через Сербию (хотя и при возможной российской финансовой поддержке). Перед отъездом Мартиновича российские представители в Цетине дали понять, что его миссия может носить исключительно военно-технический характер, и даже в этой сфере её возможности будут невелики. На намёки Мартиновича о переговорах по вопросам помощи ему указали, что такие вопросы должны решаться через российскую миссию в Цетине. 
Тем не менее, как свидетельствует донесение генерала Б. Янковича сербскому военному министру от 18 мая 1915 года, Мартиновичу удалось добиться конкретных успехов в области военных поставок. Он получил согласие России на отправку в Черногорию 1000 винтовок «Маузер» с боекомплектом, 20 000 комплектов солдатского обмундирования, 40 000 пар обуви, 45 полевых палаток, 300 лошадей и 2000 зарядов для мортир. Кроме того, Россия инициировала перед Францией вопрос об отправке в Черногорию двух горных батарей. 
Несмотря на эти определённые достижения в обеспечении армии вооружением и снаряжением, миссии не удалось добиться существенного прорыва в вопросе масштабных прямых продовольственных поставок и финансовой помощи от России. Хотя российское правительство и предпринимало отдельные шаги по снабжению Черногории продовольствием, роль именно миссии Мартиновича в общем объёме помощи оставалась ограниченной. Единственным значимым финансовым результатом, достигнутым в период её работы, стало предоставление Черногории в октябре 1915 года займа в 8 (или 10) миллионов франков через парижский банк. Ключевые вопросы снабжения населения и общего финансирования во многом продолжали решаться по другим каналам, а распределением помощи на месте часто занимались сербские делегаты. 

### Военное сотрудничество
Несмотря на политические разногласия, определённое военное сотрудничество имело место. 3 (16) мая 1915 года генерал Мартинович, находясь в Ставке, был официально ознакомлен с русско-итальянской военной конвенцией, координировавшей совместные действия союзных армий, включая черногорскую против Центральных держав, и подписал её от имени Черногории, но лишь как свидетель.
Мартинович также имел возможность посещать действующую армию на Восточном фронте. По воспоминаниям журналиста М. К. Лемке, находившегося при Ставке, осенью 1915 года черногорский генерал вместе с японским представителем вернулся с фронта, где, по словам сопровождавшего их графа Замойского, они «ходили в атаку вместе с нашими войсками и вообще держали себя очень храбро», за что оба получили орден Святого Владимира. Сопровождение Мартиновича и японского представителя под огнём противника послужило одним из оснований для награждения флигель-адъютанта графа Замойского.

## Статус миссии
Официальный статус миссии генерала Мартиновича с самого начала был предметом разногласий и интриг. Хотя формально миссия была представлена как временная и военно-техническая, существовали обоснованные подозрения, что черногорское правительство и сам король Никола I стремились придать ей постоянный и, возможно, дипломатический характер, чтобы усилить самостоятельные позиции Черногории на международной арене, особенно в отношениях с Сербией.
По данным российского дипломатического представителя в Цетине Обнорского и военного агента Потапова, сам Мартинович намекал на более длительное пребывание в России и на получение статуса уполномоченного представителя при Верховном главнокомандующем. Он даже обсуждал с Потаповым необходимость запроса агремана у российского правительства для официальных контактов с МИД, упоминая возможное содействие великой княгини Милицы Николаевны в этом вопросе. Потапов расценил это как попытку «закулисным путем <...> сделать из Митара посланника в Петрограде». По некоторым данным, Мартинович заявлял, что был назначен черногорским правительством «военным посланником и уполномоченным поверенным в делах». Однако эти амбиции не получили поддержки со стороны России и Сербии. 
Российские официальные лица с самого начала чётко обозначили, что миссия может носить исключительно военно-технический характер. Переговоры о получении агремана не велись, и Мартиновичу было отказано в возможности обсуждать общие политические вопросы напрямую с российским правительством; ему указали, что для этого существует российская миссия в Цетине. Министр иностранных дел С. Д. Сазонов в докладе императору охарактеризовал попытку Черногории учредить отдельное представительство как противоречащую интересам России и способную навредить делу объединения южных славян. Сербская сторона также выступала категорически против придания миссии Мартиновича какого-либо дипломатического статуса, опасаясь отделения черногорских интересов от сербских при будущем мирном урегулировании. Таким образом, несмотря на возможные намерения черногорской стороны и заявления самого Мартиновича, он не имел в России официального дипломатического статуса. Его роль ограничивалась функциями военного делегата при Ставке ВГК. Журналист Михаил Лемке, отмечает то, что черногорский представитель носил русскую форму. 
Историки отмечают особый характер Черногорской военной миссии. Н. Г. Струнина подчёркивает, что сам факт её существования (наряду с миссиями великих держав) свидетельствует об особой заинтересованности великого князя Николая Николаевича в черногорских делах, а статус делегата был «необычным», не соответствовавшим реальному положению Черногории и её армии в рамках союзной коалиции. Р. Распопович выражает скептицизм по поводу утверждений о том, что Мартинович был принят в России не только как военный делегат, но и как поверенный в делах, указывая на отсутствие официального дипломатического статуса и агремана. 

## Прекращение миссии
Миссия генерала Мартиновича продолжалась около семи месяцев, с апреля по ноябрь (в других источниках указывается декабрь) 1915 года. Не сумев добиться признания политических целей Черногории и столкнувшись с противодействием российских властей, Мартинович покинул Россию. По некоторым данным, он уехал «по собственной воле, понимая, что его дальнейшее пребывание в России не имеет никакого практического значения». Его отъезд не сопровождался формальностями, такими как вручение отзывных грамот. Журналист Лемке зафиксировал, что в конце ноября 1915 года черногорский представитель уже находился на родине и не участвовал в поездке военных представителей союзников по российским заводам.
Вскоре после возвращения Мартиновича из России, в начале 1916 года, последовал военный крах и капитуляция Черногории, что положило конец дальнейшему развитию черногорской военной дипломатии. Сам Мартинович недолго командовал Которским отрядом, оборонявшим Ловчен, а затем был интернирован австрийскими властями.

## Упоминания в мемуарах
Журналист Михаил Лемке, служивший в Ставке, несколько раз упоминает черногорского военного представителя в своём дневнике «250 дней в царской ставке».